# Casa de Stuart
A Casa de Stuart, também conhecida por Casa de Stewart (em inglês: House of Stuart ou House of Stewart), é uma família nobre, de origem bretã, com origem no século XI, que deteve o trono da Escócia e depois a coroa da Inglaterra, ambas até 1714.
Em 1503, Jaime IV casou-se com Margarida Tudor, ligando assim as casas reais da Escócia e Inglaterra. Isabel I da Inglaterra morreu sem filhos em 1603, e o bisneto de Jaime IV, Jaime VI da Escócia sucedeu aos tronos da Inglaterra e da Irlanda como James I na União das Coroas. Os Stuarts eram monarcas das Ilhas Britânicas e seu crescente império até à morte da rainha Ana em 1714, exceto pelo período da Commonwealth entre 1649 e 1660.
No total, nove monarcas Stuart governaram a Escócia sozinha de 1371 a 1603. O último governante da Escócia foi Jaime VI, que se tornou o primeiro monarca dual da Inglaterra e da Escócia em 1603. Duas rainhas de Stuart governaram as ilhas após a Revolução Gloriosa em 1688: Maria II e Ana. Ambas eram filhas protestantes de Jaime VII e II por sua primeira esposa Ana Hyde os bisnetos de Jaime VI e I. Seu pai havia se convertido ao catolicismo e sua nova esposa deu à luz um filho em 1688, que foi criado como católico romano e precedeu suas meias-irmãs; então Jaime foi deposto pelo Parlamento em 1689, em favor de suas filhas. Mas também não teve filhos que sobreviveram à idade adulta; portanto, a coroa passou para a Casa de Hanôver com a morte da rainha Ana em 1714, sob os termos do Ato de Acordo 1701 e do Ato de Segurança 1704.

## Origem

Brasão de armas da Inglaterra e Escócia durante o período Stuart

As origens ancestrais da família Stuart são obscuras, sua provável ancestralidade remonta a Alan FitzFlaad, um bretão que veio para a Grã-Bretanha pouco depois da conquista normanda. Alan fora o administrador hereditário do bispo de Dol no ducado da Bretanha; Alan teve um bom relacionamento com Henrique I da Inglaterra, que o premiou com terras em Shropshire. A família FitzAlan rapidamente se estabeleceu como uma proeminente casa nobre anglo-normanda, com alguns de seus membros servindo como Alto Xerife de Shropshire. Foi o bisneto de Alan, chamado Walter FitzAlan, que se tornou o primeiro High Steward hereditário da Escócia, enquanto a família de seu irmão William se tornou conde de Arundel.
Quando a Guerra civil no Reino da Inglaterra, eclodiu entre a reclamante legitimista Matilda, senhora dos ingleses, e sua prima que a usurpara, o rei Estevão, Walter estava do lado de Matilda. Outro partidário de Matilda foi seu tio David I da Escócia, da Casa de Dunkeld. Depois que Matilda foi expulsa da Inglaterra para o condado de Anjou, essencialmente falhando em sua tentativa legitimista pelo trono, muitos de seus apoiadores na Inglaterra fugiram também. Foi então que Walter seguiu Davi até o Reino da Escócia, onde ele recebeu terras em Renfrewshire e o título para a vida de Lord High Steward. O próximo monarca da Escócia, Malcolm IV, fez do título de High Steward um arranjo hereditário. Enquanto High Stewards, a família era baseada em Dundonald, South Ayrshire, entre os séculos XII e XIII.

## Rei da Escócia: de Roberto II a Jaime V

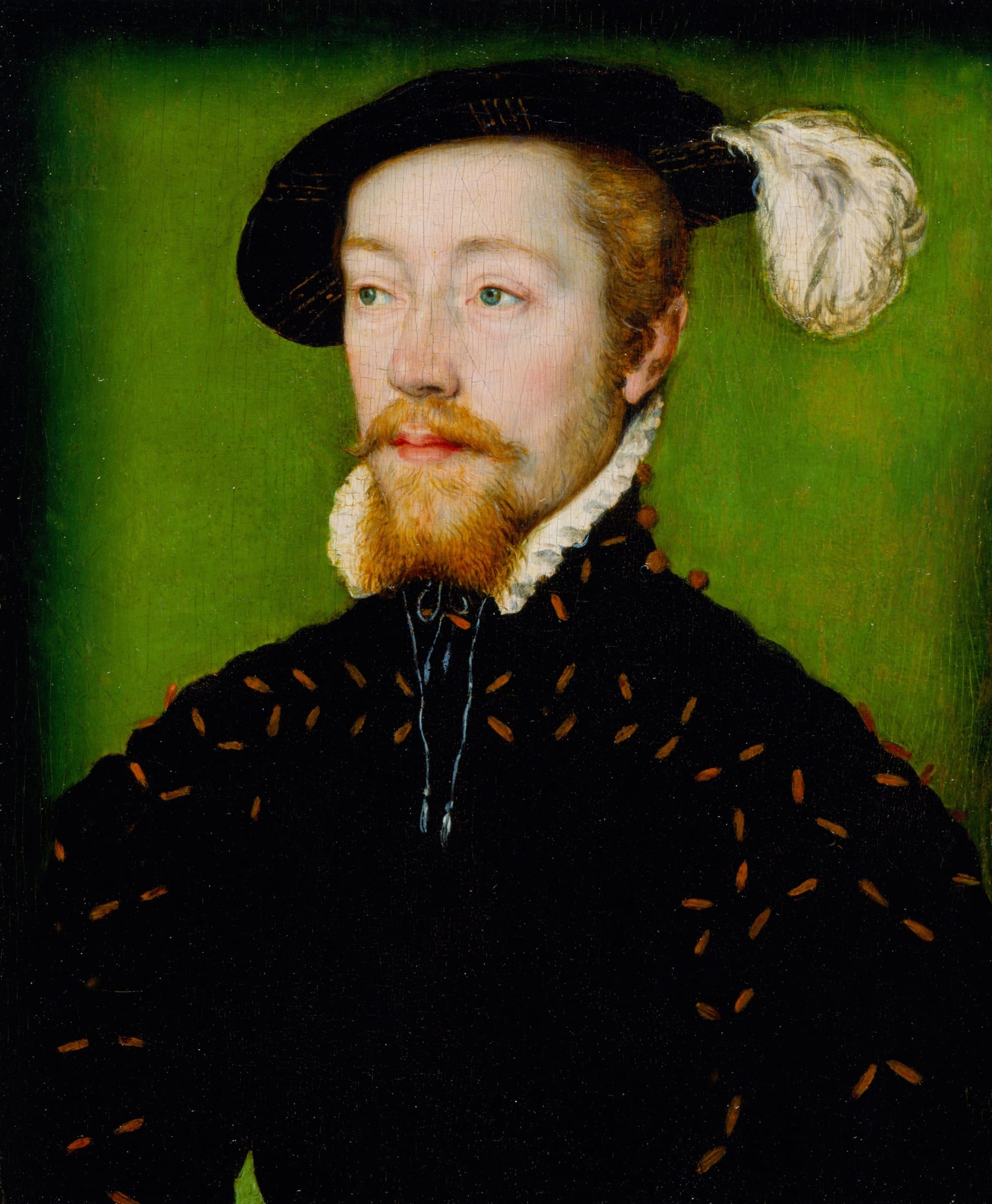
Retrato de Jaime V da Escócia, o rei que perseverou na luta contra a Inglaterra durante o seu reinado

A nova dinastia real imediatamente teve que enfrentar dois sérios obstáculos: dentro dela foi ameaçada pela independência da nobreza escocesa, fora do poder militar britânico. Após os reinados de relativa tranquilidade de Roberto II (1371 - 1390) e Roberto III (1390 - 1406), com a morte deste último, o novo rei Jaime I (1406 - 1437) foi prisioneiro dos ingleses e permaneceu assim por dezoito anos, até que os nobres escoceses chefiados por seu tio, o Duque de Albany, não pagaram o resgate para libertá-lo em 1424. O rei, que tinha estado em estreito contato com o modelo de gestão britânico, imediatamente tomou uma ação decisiva para recuperar a autoridade e o controle no reino. Em uma delas, ele executou a família Albany, que se opôs a suas ações e atrasou o pagamento de seu resgate, ajudando a deixar o reino em desordem. Jaime também iniciou inúmeras reformas financeiras e jurídicas. Por exemplo, com o objetivo de promover o comércio com outras nações, tornou as moedas escocesas negociáveis com moeda estrangeira, apenas dentro das fronteiras escocesas. Ele então tentou reformular o Parlamento da Escócia no modelo da política externa e inglesa, em 1428 renovou a Antiga Aliança, um acordo militar franco-escocês contra a Inglaterra.
Os governantes que se seguiram, Jaime II (1437 - 1460) e Jaime III (1460 - 1488) enfrentaram os mesmos problemas que seus antecessores na guerra contra a Inglaterra e o poder descontrolado da nobreza escocesa . Jaime II, aliado dos Lancasters durante a Guerra das Rosas, foi morto durante o cerco à cidade real de Roxburgh. Na sua morte, as conspirações continuamente conspiradas contra o poder real levaram ao assassinato de Jaime III por um grupo de nobres escoceses que pagavam o rei inglês. Com Jaime IV (1488 -1513) houve a primeira tentativa séria de paz com a Inglaterra: o rei de fato decidiu se casar com a filha do rei Henrique VII, da Casa de Tudor, Margarida. No entanto, o casamento entre as duas dinastias não acabou com os confrontos armados e garantiu a paz: no início das guerras italianas e após a formação da Liga de Cambrai, Jaime IV ficou do lado dos franceses contra os ingleses. Em 1513, durante a batalha de Flodden Field, Jaime IV, que comandou o exército escocês contra o de Henrique VIII, foi morto. O reinado de seu sucessor, Jaime V (1513 - 1542) foi caracterizado por um forte fervor religioso, que levou a numerosas execuções de hereges; o rei também não parou de lutar contra os britânicos e implementou um plano de aliança com a França, renovando a Aliança Auld e casando-se com a duquesa francesa Maria de Guise. As batalhas contra o reino da Inglaterra caracterizaram toda a duração do reinado de Jaime V.

## Maria I da Escócia

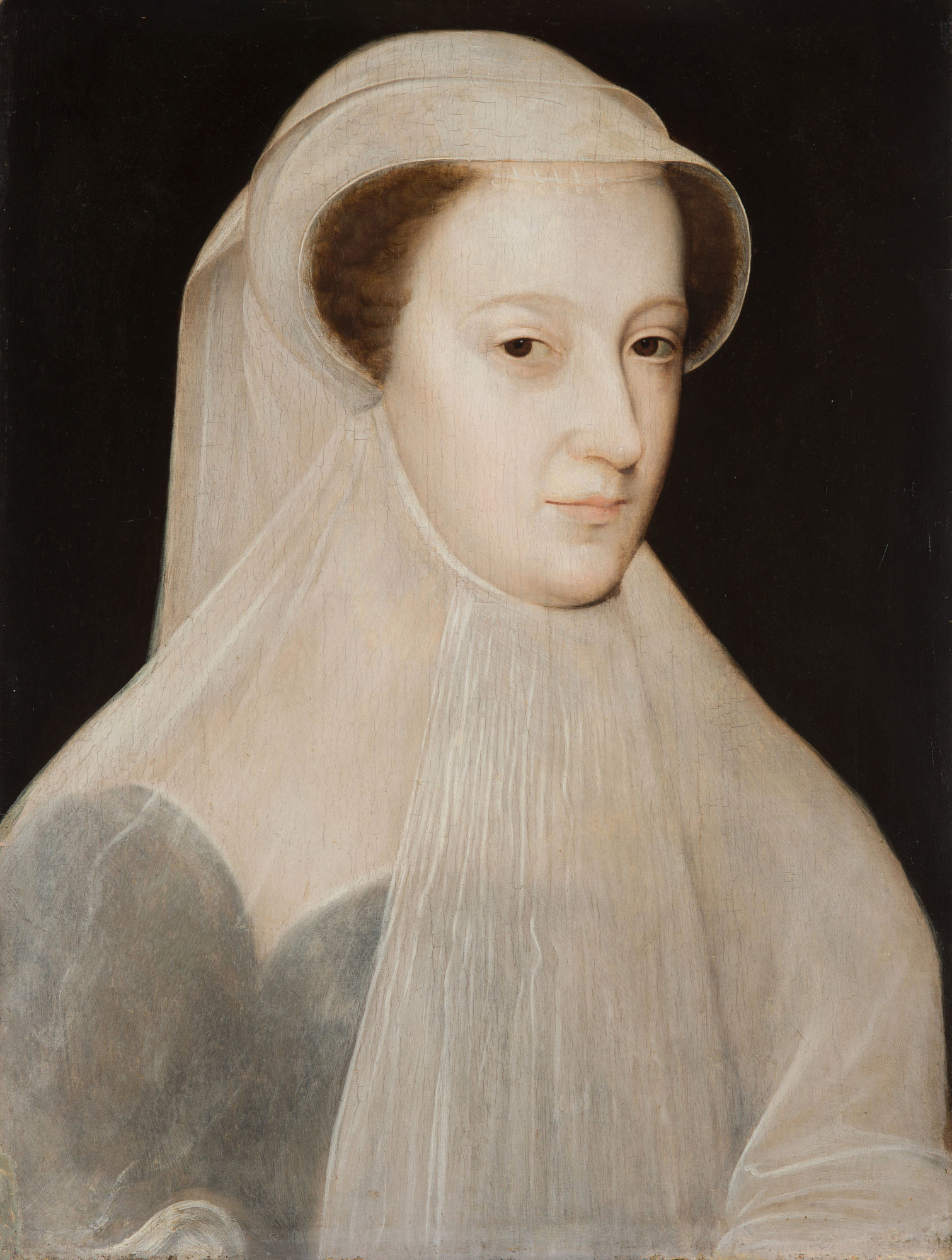
Maria I era católica e se envolveu em grande conflito com sua prima Isabel I

Maria I, a única filha sobrevivente de Jaime V e Maria de Guise, ascendeu ao trono com apenas seis dias de idade em 1542. Fugida das guerras anglo-escocesas, quando ainda criança, Maria foi criada no ambiente culta e refinado da corte francesa de Catarina de Medici e teve uma excelente educação na esfera cultural, mas não tão profunda em política. Em 24 de abril de 1558, aos dezesseis anos, casou-se com Francisco, Delfim da França, que subiu ao trono como Francisco II em 10 de julho de 1559.
Com a morte de Francisco, ocorrida em dezembro de 1560, Maria retornou à Escócia, onde a aguardava o confronto com a nova religião calvinista, estabelecida durante sua ausência. Maria era uma rainha muito tolerante e isso não fez nada além de aumentar o poder dos senhores protestantes. Descontentando seus nobres e sua prima em segundo grau, a rainha protestante Isabel I, Maria casou-se com o católico Henrique Stuart, lorde Darnley, de quem teve um filho, o futuro Jaime VI da Escócia. O caráter de Darnley, suas alianças políticas e intrigas judiciais levaram a uma ruptura no relacionamento entre os dois governantes.
Fugida para a Inglaterra, Maria achou que poderia ser ajudada por sua prima Isabel, que a prendeu por quase vinte anos. Nessas duas décadas, a rainha da Escócia tornou-se o ponto de apoio a alma do catolicismo inglês e muitas conspirações foram organizadas em seu nome para assassinar Isabel e elevar Maria ao trono. A rainha da Escócia se viu, portanto, o símbolo vivo da contra-reforma e acabou sacrificada na luta entre a Espanha católica de Filipe II e a Inglaterra protestante de Isabel I. Maria foi acusada de alta traição e sentenciada à punição capital.
Sua execução, realizada em 8 de fevereiro de 1587, foi um golpe à autoridade divina dos soberanos: pela primeira vez na história, uma rainha foi julgada e condenada à morte, apesar dos fracos protestos do arcebispo de Londres. O único filho de Maria, Jaime, foi o primeiro rei britânico que uniu os domínios inglês e escocês.

## Jaime I: Rei da Inglaterra

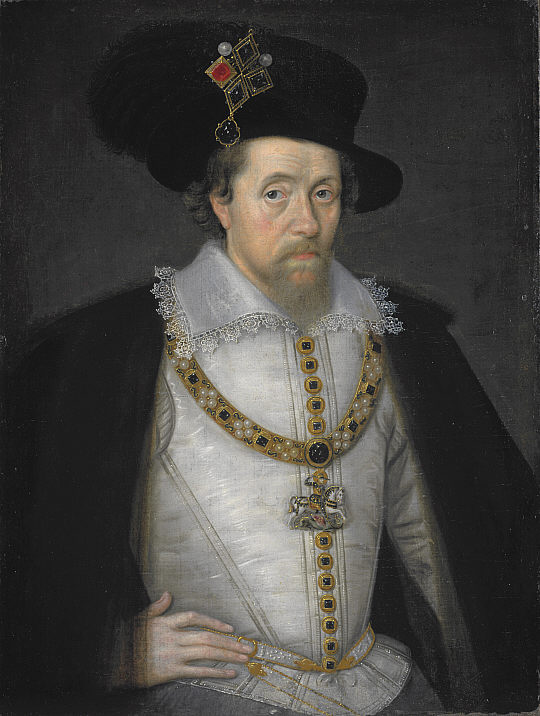
Jaime I, o primeiro Stuart a reinar na Inglaterra

Jaime VI, filho de Maria I, reinou na Escócia a partir de 24 de julho de 1567, quando tinha apenas um ano de idade, até sua morte; a cidade foi governada por vários regentes durante sua minoria, que terminou oficialmente em 1578, embora não tenha assumido o controle total de seu governo até 1581. Em 24 de março de 1603, sob o nome de Jaime I, ele sucedeu no trono inglês Isabel I, a última representante da dinastia Tudor, que morreu solteira e sem filhos.
Jaime I era um monarca popular na Escócia, mas enfrentou muitas dificuldades na Inglaterra: acima de tudo, era incapaz de lidar com o Parlamento, que imediatamente se mostrava hostil com ele, e de administrar a delicada questão religiosa que vinha inflamando o país há anos. Seu gosto pelo absolutismo político, sua irresponsabilidade na administração financeira do reino e seus favoritos impopulares, como o duque de Buckingham, George Villers, do qual ele era amante, provavelmente lançaram as bases para o início da guerra civil inglesa alguns anos depois. No entanto, durante a vida de Jaime, o governo do reino sempre se manteve relativamente estável.
Juntamente com Alfredo, o Grande, Jaime I é considerado um dos soberanos mais cultos da Inglaterra e da Escócia. Durante o seu reinado, o extraordinário florescimento cultural da era elisabetana na literatura continuou as artes e as ciências. O próprio Jaime era um estudioso talentoso, autor de obras sobre artes ocultas, como Daemonologie (1597) e Basilikon Doron (1599), além de promover a mais importante tradução da Bíblia para o inglês, conhecida como Bíblia King James, ainda a única versão. funcionário das Sagradas Escrituras, admitido pela Igreja Anglicana.

## Carlos I e a Revolução

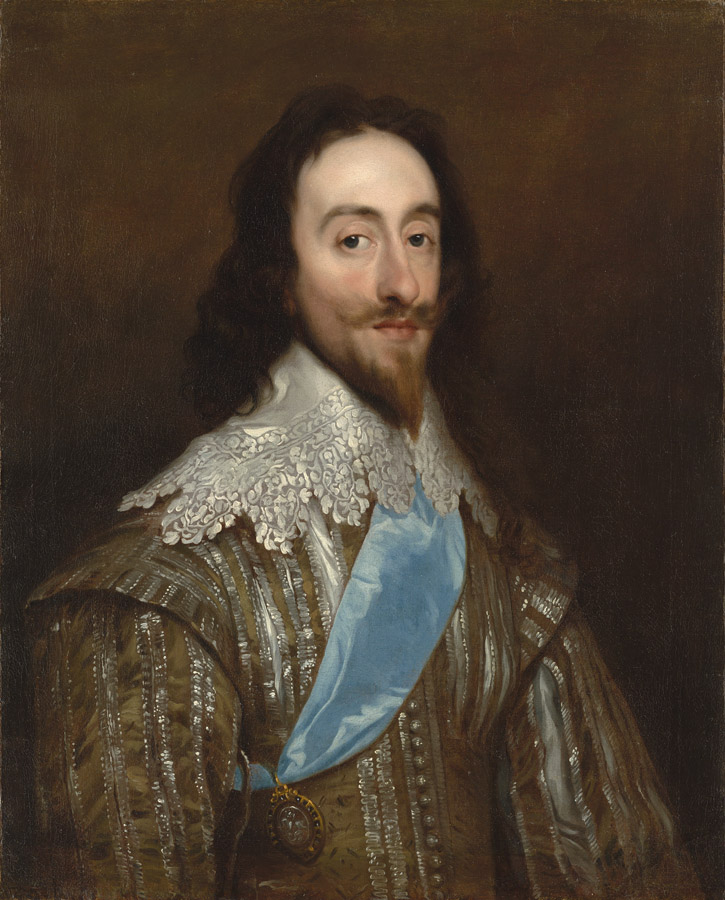
Carlos I em 1632 por Daniel Mytens

Carlos I tornou-se rei da Inglaterra, Escócia e Irlanda com a morte do rei Jaime I, em 1625. Um defensor, como seu pai, do direito divino dos reis , estava envolvido na primeira fase de seu reinado em uma dura luta pelo poder contra o Parlamento que resolutamente se opuseram a ele, temendo suas aspirações absolutistas, especialmente na tentativa de cobrar impostos sem o seu consentimento. Outra causa de atrito com uma parte da sociedade inglesa foi sua política religiosa: perseverando no "caminho intermediário" da Igreja Anglicana, era hostil às tendências reformadas de muitos de seus súditos ingleses e escoceses e acusado por estarem muito próximos ao catolicismo. Ele se casou com uma princesa católica, Henriqueta Maria, da França, e teve como colaborador próximo o arcebispo de Cantuária, o anglicano William Laud.
As tensões políticas e religiosas acumuladas ao longo dos anos se materializaram com a dissolução do Parlamento nos anos chamados " Governo Pessoal " e explodiram na guerra civil inglesa. Durante os anos do governo pessoal, Carlos I provou ser um soberano capaz e um patrono generoso. Mas sua necessidade de dinheiro para financiar as guerras o levou a reunir o Parlamento. A situação, no entanto, deteriorou-se e as forças parlamentares entraram em choque contra o rei, que se opôs às suas tentativas de aumentar seu poder em um sentido absoluto, e os puritanos, hostis às suas políticas religiosas. A guerra, iniciada em 1642, consistiu em uma sucessão de batalhas campais nas quais emergiu a superioridade dos exércitos parlamentares sobre os cavaleiros leais ao rei e que terminou com uma derrota para Carlos, que foi capturado e julgado. Seus juízes, empurrados por Oliver Cromwell, o sentenciaram à morte sob a acusação de alta traição. Carlos I foi assim executado em 30 de janeiro de 1649.
Com a morte de Carlos I, o parlamentar Oliver Cromwell deu à luz um governo republicano, com o estabelecimento da Commonwealth. Em sua morte, em 1658, ele foi sucedido por seu filho Richard, que não conseguiu segurar as rédeas do governo e fugiu de Londres em 1660.

## A restauração de Carlos II

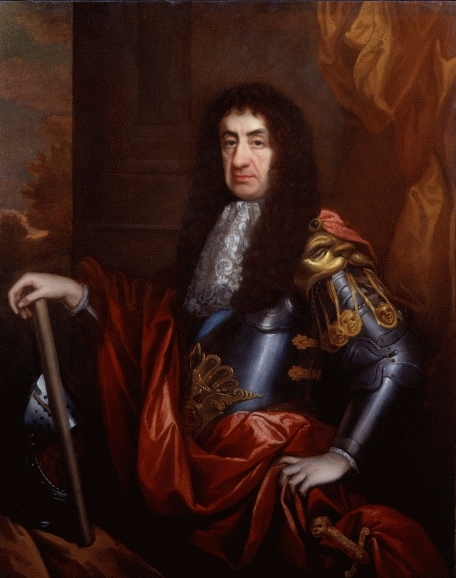
Carlos II na armadura retratado em 1680 por John Riley

Fugido da Inglaterra durante a guerra civil que levou à execução de seu pai, Carlos II tentou recuperar a coroa em 1651 com a Batalha de Worcester. O resultado negativo do conflito levou Carlos, que também fora eleito rei da Escócia em 1651, a passar os nove anos separando-o do assentamento no trono em uma terra estrangeira, um convidado na França, Espanha e Holanda.
Quando em 1659 o Protetorado liderado por Richard Cromwell caiu, o general George Monck convidou formalmente Carlos para retornar à sua terra natal, onde governaria como rei. Em 25 de maio de 1660, Carlos pousou em solo inglês e, no dia 29 de maio, seu trigésimo aniversário, entrou triunfante em Londres, onde foi coroado. O reinado de Carlos II foi marcado por uma grande renovação do país. O grande incêndio de Londres de 1666, que destruiu a cidade, deu ao rei a oportunidade de confiar a reconstrução da capital a arquitetos de prestígio, como Christopher Wren. Na política externa, Carlos II participou da primeira, à segunda e terceira guerras anglo-holandesas, expandindo o poder da marinha britânica e consolidando a autoridade britânica nas colônias do Novo Mundo, particularmente nas da América do Norte. Até 1678, Carlos II aproveitou a colaboração de ministros talentosos como Lorde Clarendon, Lorde Buckingham e Lorde Leeds. Foi nesses anos que se definiu a diferença entre os dois principais partidos políticos britânicos, o partido Tory e o partido Whig. Em conflito com o Parlamento, em 1679. ele decidiu aboli-lo e governou como governante absoluto até sua morte em 1685. Desde seu casamento com a Infanta Catarina de Bragança, ele não conseguiu ter filhos legítimos, de modo que o herdeiro de seu trono era seu irmão Jaime, duque de York.
Durante o reinado de Carlos II, chamado Merrie Monarch, foi dado grande impulso ao desenvolvimento das artes e das ciências, tanto que o rei aprovou a fundação da Royal Society.

## Jaime II e a Revolução Gloriosa

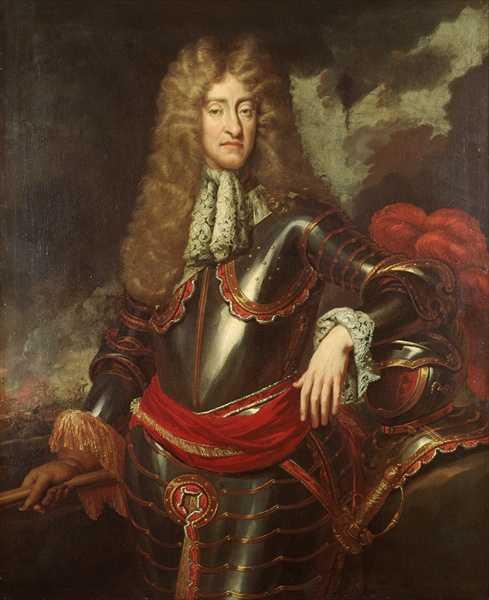
Jaime II retratado durante seu exílio na França

Jaime II tornou-se rei em 1685, com a morte de seu irmão mais velho, Carlos. Apesar da oposição de uma parte do Parlamento, que resultou no Projeto de Lei de Exclusão e no Plano da Casa de Centeio, sua nomeação foi aprovada pelo Parlamento, que prometeu as mesmas contribuições que haviam sido devidas a seu irmão e antecessor. Logo, no entanto, alguns de seus súditos começaram a desconfiar de sua política religiosa abertamente pró-católica e suspeitaram dele de despotismo. Com o nascimento de seu primeiro filho sobrevivente, Jaime Francisco Eduardo (1688), Jaime II garantiu uma linhagem católica. Excluídos da sucessão ao trono, Maria e Guilherme de Orange, respectivamente filha e genro de Jaime II,  e o Parlamento decidiram intervir militarmente. Com o apoio de grande parte do país, o exército holandês invadiu a Inglaterra. Jaime, incapaz de resistir à invasão, foi forçado ao exílio durante o que se passou na história sob o nome de Revolução Gloriosa. O Parlamento inglês declarou que caducou seu reinado em Inglaterra em 11 de dezembro de 1688, e o escocês em 11 de abril de 1689. Seu sucessor não foi o primogênito, Jaime Francisco, católico, mas sua filha protestante, Maria II, que reinou ao lado de seu marido, Guilherme III. Os dois soberanos foram reconhecidos pelo Parlamento e começaram a reinar em 1689.
Jaime foi exilado, mas logo tentou recuperar o trono perdido: em 1689 ele desembarcou na Irlanda católica, de onde esperava ter sucesso em chegar a Londres guiando seus partidários, que tomaram o nome de jacobitas. Apesar de ter reunido ao seu redor um grande exército, financiado em grande parte por seu primo francês Luis XIV, Jaime II foi derrotado na Batalha de Boyne, perto de Dublin, e teve que retornar à França. Nos últimos anos, Jaime viveu graças a um apreço garantido pelo rei da França e estabeleceu sua corte em Saint-Germain-en-Laye até 1701, o ano de sua morte.
Seu corpo foi colocado em um caixão na Capela de Santo Edmundo na Igreja dos Beneditinos Ingleses em Paris, com a oração funerária sendo realizada por Henrique-Emanuel de Roquette. Jaime não foi enterrado, mas sim colocado em uma das capelas laterais da igreja. Velas foram mantidas acesas ao redor de seu caixão até a Revolução Francesa. Em 1734, o Arcebispo de Paris recebeu evidências para apoiar a canonização de Jaime, porém nada resultou. Sua sepultura foi atacada por rebeldes durante a Revolução Francesa.

## Maria II da Inglaterra

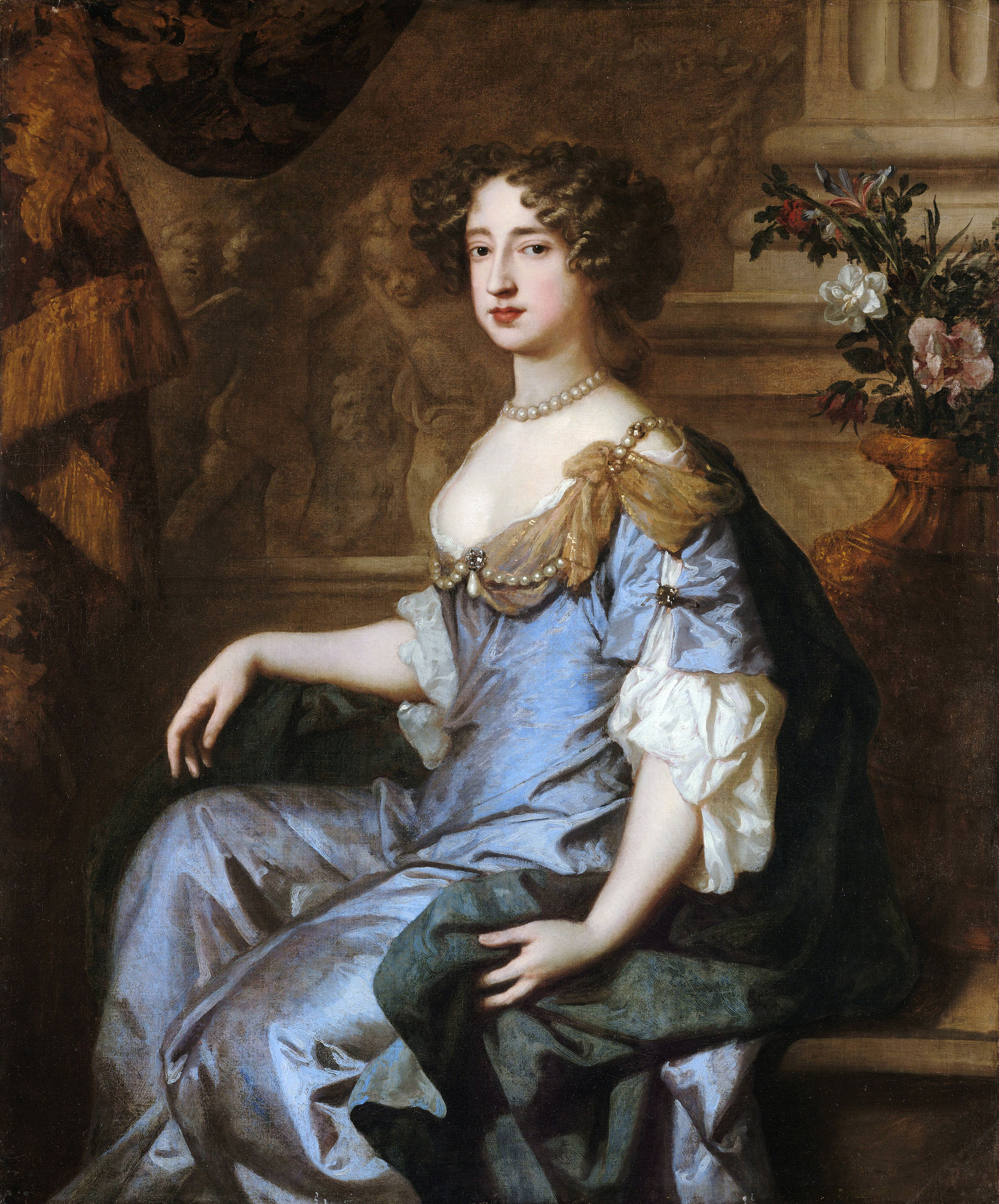
Maria em 1677. Por Peter Lely

Filha do rei Jaime II, ela se casou com o príncipe protestante Guilherme de Orange. Nos primeiros dias da gloriosa revolução, em 1688, ela apoiou o marido em seu projeto de invasão da Inglaterra; de fato, com o nascimento do novo filho do rei, Jaime Francisco, Maria perdeu a possibilidade de suceder seu pai na liderança do reino da Inglaterra. Foi assim que um exército holandês desembarcou nas costas inglesas e que, após a fuga de Jaime II, o Parlamento declarou que caiu e proclamou os soberanos de Maria e Guilherme da Inglaterra com os nomes de Maria II e Guilherme III.
Depois de anos, um rei e uma rainha voltaram a reinar juntos. Nos primeiros anos, o casal teve que enfrentar a tentativa de Jaime II de recuperar o trono, na Batalha de Boyne e aprovar uma Declaração que excluía Jaime Francisco da sucessão em favor de Ana, irmã de Maria. Também foi estabelecido que, se Maria morresse, Guilherme governaria sozinho, sem ter que renunciar a seus direitos, mas seus filhos tinham de outro relacionamento não poderiam herdar o trono.
Na realidade, Maria II nunca reinou; as tarefas políticas e institucionais estavam todas nas mãos de seu marido Guilherme III. A rainha tinha uma tarefa de representação e conselho. No entanto, nos longos períodos de ausência de Guilherme, que sempre preferiu residir na Holanda e que se mudou para o continente para enfrentar os exércitos de Luís XIV durante grande parte de seu reinado, Maria o substituiu nas tarefas mais importantes. Quando ela morreu de varíola em 1694, Guilherme III reinou sozinho pelos anos restantes.

## Ana da Grã-Bretanha

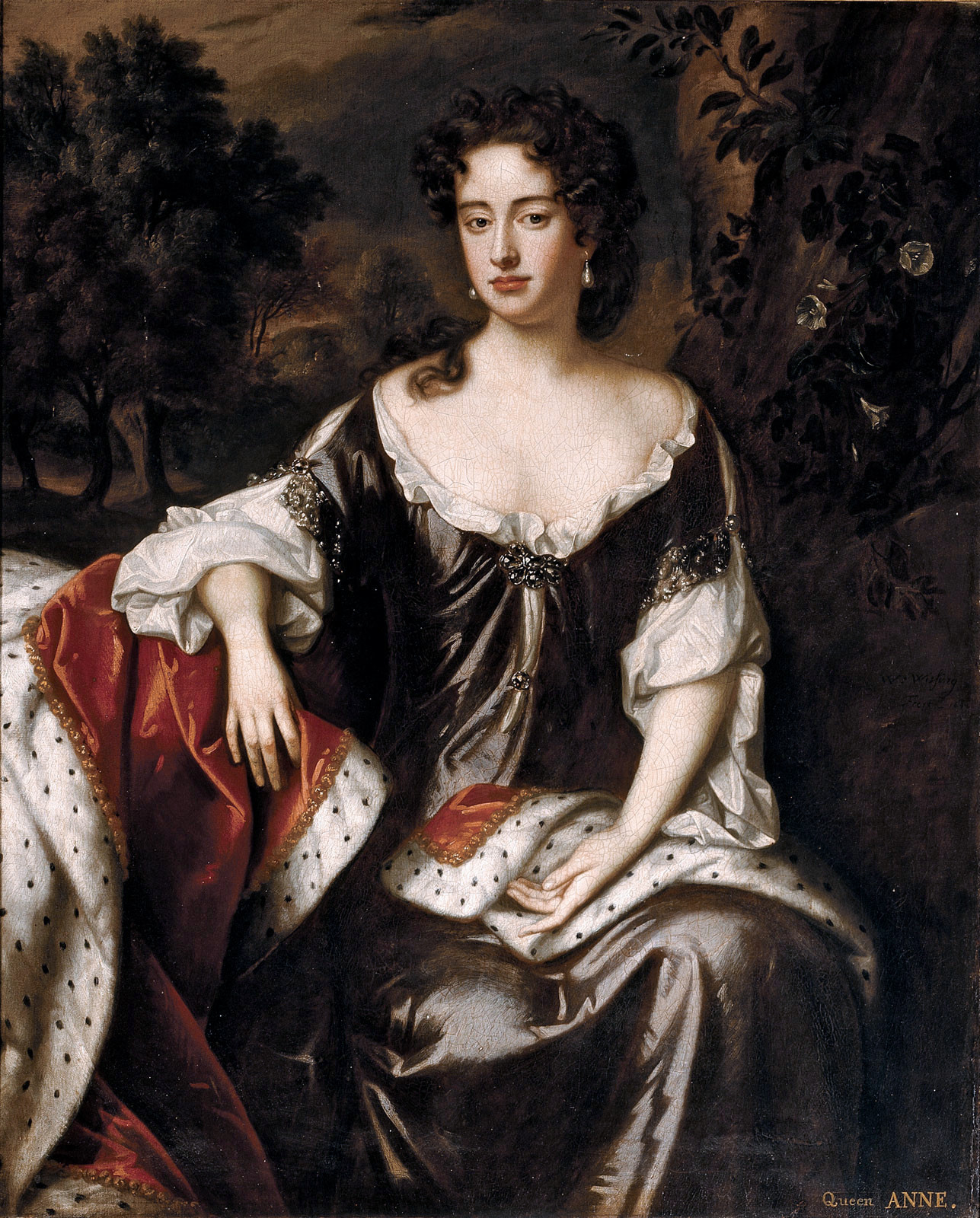
Rainha Ana em um retrato de Willem Wissing

Em 1 de maio de 1707, Inglaterra e Escócia se uniram em um único reino e Ana se tornou a primeira soberana da Grã-Bretanha. Ana também foi a última soberana da família Stuart; ela foi sucedida por um primo distante, Jorge I, da casa de Hanôver, um descendente de Isabel, filha de Jaime I.
A vida de Ana foi marcada por muitas crises relacionadas à sucessão à coroa. Além dos eventos mencionados acima relacionados à Revolução Gloriosa, Ana sofria da síndrome de Hughes-Stovin, que tornava extremamente difícil concluir a gravidez; de fato, a rainha recebeu um filho de seu marido, Jorge da Dinamarca, que os recompensou (1700).
A incapacidade de Maria e depois de Ana de gerar um filho que sobreviveu à idade adulta causou uma nova crise de sucessão, porque na ausência de um herdeiro protestante, seu pai Jaime II ou Jaime Francisco, filho da segunda esposa de ex-rei, eles poderiam ter tentado recuperar o trono.
A vitória dos dois Stuarts teria sido um retorno ao catolicismo romano. Foi por essa razão que o Parlamento aprovou uma lei de sucessão que excluiu todos os descendentes católicos dos Stuarts, designando em seu lugar os príncipes protestantes de Hanôver, descendentes de Sofia do parente distante palatinado de Ana. A Inglaterra forçou a Escócia a aceitar essa escolha, chegando em 1707 à unificação dos dois reinos com o Ato de União.
Quando Ana morreu em 1714, a sucessão foi decidida: o alemão Jorge, com o nome de Jorge I, tornou-se rei, inaugurando uma nova dinastia.
Ana foi enterrada no dia 24 de agosto ao lado do marido na Capela de Henrique VII, altar sul da Abadia de Westminster. A eleitora Sofia de Hanôver havia morrido em 28 de maio, dois meses antes de Ana, assim seu filho Jorge I Luís, Eleitor de Hanôver, herdou a coroa britânica de acordo com o Decreto de Estabelecimento de 1701 como Jorge I da Grã-Bretanha. Os possíveis reivindicantes católicos, incluindo Jaime Francisco Eduardo Stuart, o meio-irmão de Ana, foram ignorados. A ascensão de Jorge foi relativamente estável; um levante jacobita em 1715 falhou. Os Churchill voltaram para seus cargos e os ministros tories foram substituídos por whigs.

## Lista de monarcas Stuart

### Reis da Escócia
| Retrato | Nome        | Nascimento                                   | Data de adesão          | Casamentos                                                       | Morte                                                     |
| ------- | ----------- | -------------------------------------------- | ----------------------- | ---------------------------------------------------------------- | --------------------------------------------------------- |
|         | Roberto II  | 2 de março de 1316- Abadia de Paisley        | 22 de fevereiro de 1371 | (1) Isabel Mure (2) Eufêmia de Ross                              | 19 de abril de 1390 - Castelo de Dundonald, 74 anos       |
|         | Roberto III | 1337- Palácio de Scone                       | 19 de abril de 1390     | Anabela Drummond                                                 | 4 de abril de 1406 - Castelo de Rothesay, 68 anos         |
|         | Jaime I     | 25 de julho de 1394- Palácio de Dunfermline  | 4 de abril de 1406      | Joana Beaufort                                                   | 21 de fevereiro de 1437- Perth, Escócia, 42 anos          |
|         | Jaime II    | 16 de outubro de 1430- Palácio de Holyrood   | 21 de fevereiro de 1437 | Maria de Gueldres                                                | 3 de agosto de 1460 - Castelo de Roxburgo, 29 anos        |
|         | Jaime III   | 10 de julho de 1451- Castelo de Stirling     | 3 de agosto de 1460     | Margarida da Dinamarca                                           | 11 de junho de 1488 - Sauchie Burn, Escócia, 36 anos      |
|         | Jaime IV    | 17 de março de 1473- Castelo de Stirling     | 11 de junho de 1488     | Margarida Tudor                                                  | 9 de setembro de 1513 - 40 anos                           |
|         | Jaime V     | 10 de abril de 1512- Palácio de Linlithgow   | 9 de setembro de 1513   | (1) Madalena de Valois (2) Maria de Guise                        | 14 de dezembro de 1542 - Palácio de Falkland, 30 anos     |
|         | Maria I     | 8 de dezembro de 1542- Palácio de Linlithgow | 15 de dezembro de 1542  | (1) Francisco II da França (2) Henrique Stuart (3) Jaime Hepburn | 8 de fevereiro de 1587 - Castelo de Fotheringhay, 44 anos |

### Reis da Inglaterra, Escócia e Irlanda
| Retrato | Nome           | Nascimento                                     | Data de adesão          | Casamentos                       | Morte                                                               |
| ------- | -------------- | ---------------------------------------------- | ----------------------- | -------------------------------- | ------------------------------------------------------------------- |
|         | Jaime VI e I   | 19 de junho de 1566- Castelo de Edimburgo      | 24 de março de 1603     | Ana da Dinamarca                 | 27 de março de 1625 - Casa Theobalds, 58 anos                       |
|         | Carlos I       | 19 de novembro de 1600- Palácio de Dunfermline | 27 de março de 1625     | Henriqueta Maria de França       | 30 de janeiro de 1649 - Palácio de Whitehall, 48 anos               |
|         | Carlos II      | 29 de maio de 1630- Palácio de St. James       | 29 de maio de 1660      | Catarina de Bragança             | 6 de fevereiro de 1685 - Palácio de Whitehall, 54 anos              |
|         | Jaime II e VII | 14 de outubro de 1633- Palácio de St. James    | 6 de fevereiro de 1685  | (1) Ana Hyde (2) Maria de Módena | 16 de setembro de 1701 - Castelo de Saint-Germain -en-Laye, 67 anos |
|         | Maria II       | 30 de abril de 1662- Palácio de St. James      | 13 de fevereiro de 1689 | Guilherme III da Inglaterra      | 28 de dezembro de 1694 - Palácio de Kensington, 32 anos             |
|         | Ana            | 6 de fevereiro de 1665- Palácio de St. James   | 8 de março de 1702      | Jorge da Dinamarca               | 1 de agosto de 1714 Palácio de Kensington, 49 anos                  |

## Outros membros
- Jaime Francisco Eduardo Stuart, o Velho Pretendente
- Carlos Eduardo Stuart
- Luísa Maria Stuart
- Maria Stuart